# Маг, Ханс
Ханс Маг (нем. Hans Maag; род. 21 декабря 1916 года в Цюрихе, Швейцария — ум. 23 сентября 1981 года в Цюрихе) — швейцарский велогонщик, выступавший в 40-х годах XX века. Призёр чемпионатов Швейцарии на шоссе и в циклокроссе.

## Достижения
1941
2-й Чемпионат Цюриха
2-й Тур Северо-Западной Швейцарии
3-й Чемпионат Швейцарии в циклокроссе
4-й Тур Швейцарии
1-й — Этап 1
1944
3-й Чемпионат Швейцарии
1945
1-й Тур Северо-Западной Швейцарии
1-й Тур дю Лак Леман
2-й Чемпионат Цюриха
3-й Цюрих – Лозанна
1. ↑  Hans Maag // https://firstcycling.com/rider.php?r=7604